# Phare de Roche
Le Phare de Roche est un phare situé sur le Cap Roche, dans la ville de Conil de la Frontera dans la province de Cadix en Andalousie (Espagne). Le feu est érigé sur la tour de vigie qui est classée Bien d'intérêt culturel.
Il est géré par l'autorité portuaire du port de la baie de Cadix.

## Histoire
La tour du Cap Roche faisait partie d'un système de tours côtières de vigie construit sous le roi Philippe II au XVIe siècle pour défendre la côte espagnole des pirates berbères.
C'est une lanterne à galerie montée sur le toit de la tour sur quatre piliers. L'ouvrage est peint en jaune clair et la lanterne est grise métallique.
Identifiant : ARLHS : SPA-041 ; ES-10655 - Amirauté : D2405 - NGA : 4077 .

### Lien connexe
- Liste des phares d'Espagne